# Жизнь и страсти Иисуса Христа
«Жизнь и страсти Иисуса Христа» (фр. La vie et la passion de Jésus Christ) — французский немой художественный фильм, снятый Фернаном Зекка и Люсьеном Нонге в 1903 году. Один из первых полнометражных фильмов в истории кино, рассказывает в хронологическом порядке о жизни Иисуса от Благовещения до Вознесения. Первый полнометражный цветной фильм в истории кинематографа.

## Сюжет
Самым популярным из библейской серии был фильм «Жизнь Христа». Его ставили несколько раз со все большим и большим размахом.
Фильм рассказывает о жизни Иисуса Христа от Благовещения до Воскресения. Он состоит из 18 коротких эпизодов, каждый из которых посвящён какой-либо сцене из жизни Христа.

## В ролях
- Мадам Моро — Дева Мария
- Месье Моро — Иосиф

## Художественные особенности
Съемки фильма были начаты в 1902 году и закончены в 1905 году. Длина фильма достигла 600—700 метров.
Жорж Садуль утверждает, что эстетические принципы фильма заимствованы в церкви св. Сульпиция, декорации фильма напоминают религиозные картины и в некоторых сценах просто копируют картины великих художников. Костюмы, по мнению Садуля, похожи на одеяния гипсовых скульптур, и в раскрашенных вариантах эти «движущиеся скульптуры» похожи на «древние живописные примитивы».

«Поклонение волхвов» — наиболее удачная из этих кинокартин. Декорации выделяются значительностью своих размеров. Чтобы представить себе эти размеры, надо вспомнить, что, показав пресвятую деву и Иосифа, аппарат панорамирует в глубину декораций, показывая волхвов с их верблюдами. Потом, оставив волхвов, аппарат возвращается к святому семейству. Техника этого передвижения аппарата ещё очень неискусна. И тем не менее на пути развития кинотехники она оставляет далеко позади эстетические приемы, которыми пользовался Мельес до самого конца своей кинодеятельности.
— Жорж Садуль

## Дополнительные факты
- Ещё в 1897 году, в Горице (Чехия), фирмой «Люмьер» был снят фильм «Страсти» длиной в 250 метров[2].
- В 1905 году английская фирма «Варвик» снимает в Горице свой вариант «Страстей», повторяя фильм снятый Люмьерами[2] под названием «Passion play» Он состоял из 31 эпизода, примерная продолжительность его составляла около часа.

## Влияние
Успех этого фильма имел и иные последствия — кроме непосредственных имитаций, его влияние можно проследить очень далеко; именно в нём истоки больших итальянских фильмов и таких американских шедевров, как «Нетерпимость» Гриффита, прямой путь к которому идет именно отсюда через этапный фильм «Убийство герцога Гиза».— Жорж Садуль